# Cristina Sebastião
Cristina Silva Sebastião (ur. 26 listopada 1974) – brazylijska judoczka.
Uczestniczka mistrzostw świata w 1993, 1999, 2001 i 2003. Startowała w Pucharze Świata w latach 2002-2004. Siódma na igrzyskach panamerykańskich w 2003. Triumfatorka igrzysk Ameryki Południowej w 2002. Wicemistrzyni panamerykańska w 2003; trzecia w 2001 i 2002 roku.